# Motomondiale 2004
L'annata 2004 è stata la cinquantaseiesima stagione del motomondiale; le prove in calendario restarono 16 come gli anni precedenti ma vi furono alcune modifiche: dopo la morte di Daijirō Katō il circuito di Suzuka venne considerato troppo pericoloso per le moto e il Gran Premio motociclistico del Giappone venne trasferito sul circuito di Motegi che gli anni precedenti aveva ospitato il Gran Premio motociclistico del Pacifico non più disputato in questa edizione del mondiale. Al suo posto si disputò la prima edizione del Gran Premio motociclistico del Qatar.

## Il contesto
Dopo lo spostamento a settembre del GP del Giappone, il calendario del 2004 vide come gara iniziale il Gran Premio motociclistico del Sudafrica corso il 18 aprile, seguito da 9 prove in Europa interrotte solo dalla trasferta in Sudamerica per disputare il Gran Premio motociclistico del Brasile. La conclusione fu con quattro trasferte in Asia e Oceania nell'arco di un mese e il ritorno in Europa per la disputa del gran premio conclusivo a Valencia il 31 ottobre.
Il titolo iridato piloti fu di Valentino Rossi in MotoGP; nella quarto di litro successo di Dani Pedrosa, alla sua prima stagione nella categoria, mentre in 125 vinse Andrea Dovizioso. I titoli costruttori andarono rispettivamente a Honda per la classe regina e la 250, a Aprilia nella classe di minor cilindrata

## Il calendario
| 18 aprile Resoconto    | GP del Sudafrica (Welkom)               | Andrea Dovizioso  | Daniel Pedrosa  | Valentino Rossi |
| 2 maggio Resoconto     | GP di Spagna (Jerez)                    | Marco Simoncelli  | Roberto Rolfo   | Sete Gibernau   |
| 16 maggio Resoconto    | GP di Francia (Le Mans)                 | Andrea Dovizioso  | Daniel Pedrosa  | Sete Gibernau   |
| 6 giugno Resoconto     | GP d'Italia (Mugello)                   | Roberto Locatelli | Sebastián Porto | Valentino Rossi |
| 13 giugno Resoconto    | GP di Catalogna (Catalunya)             | Héctor Barberá    | Randy de Puniet | Valentino Rossi |
| 26 giugno Resoconto    | GP d'Olanda (Assen)                     | Jorge Lorenzo     | Sebastián Porto | Valentino Rossi |
| 4 luglio Resoconto     | GP del Brasile (Jacarepaguá)            | Héctor Barberá    | Manuel Poggiali | Makoto Tamada   |
| 18 luglio Resoconto    | GP di Germania (Sachsenring)            | Roberto Locatelli | Daniel Pedrosa  | Max Biaggi      |
| 25 luglio Resoconto    | GP di Gran Bretagna (Donington Park)    | Andrea Dovizioso  | Daniel Pedrosa  | Valentino Rossi |
| 22 agosto Resoconto    | GP della Repubblica Ceca (Brno)         | Jorge Lorenzo     | Sebastián Porto | Sete Gibernau   |
| 5 settembre Resoconto  | GP del Portogallo (Estoril)             | Héctor Barberá    | Toni Elías      | Valentino Rossi |
| 19 settembre Resoconto | GP del Giappone (Motegi)                | Andrea Dovizioso  | Daniel Pedrosa  | Makoto Tamada   |
| 2 ottobre Resoconto    | GP del Qatar (Losail)                   | Jorge Lorenzo     | Sebastián Porto | Sete Gibernau   |
| 10 ottobre Resoconto   | GP della Malesia (Sepang)               | Casey Stoner      | Daniel Pedrosa  | Valentino Rossi |
| 17 ottobre Resoconto   | GP d'Australia (Phillip Island)         | Andrea Dovizioso  | Sebastián Porto | Valentino Rossi |
| 31 ottobre Resoconto   | GP della Comunità Valenciana (Valencia) | Héctor Barberá    | Daniel Pedrosa  | Valentino Rossi |

## Sistema di punteggio e legenda
| Pos.  | 1  | 2  | 3  | 4  | 5  | 6  | 7 | 8 | 9 | 10 | 11 | 12 | 13 | 14 | 15 | 16 > |
| ----- | -- | -- | -- | -- | -- | -- | - | - | - | -- | -- | -- | -- | -- | -- | ---- |
| Punti | 25 | 20 | 16 | 13 | 11 | 10 | 9 | 8 | 7 | 6  | 5  | 4  | 3  | 2  | 1  | 0    |

## Le classi

### MotoGP

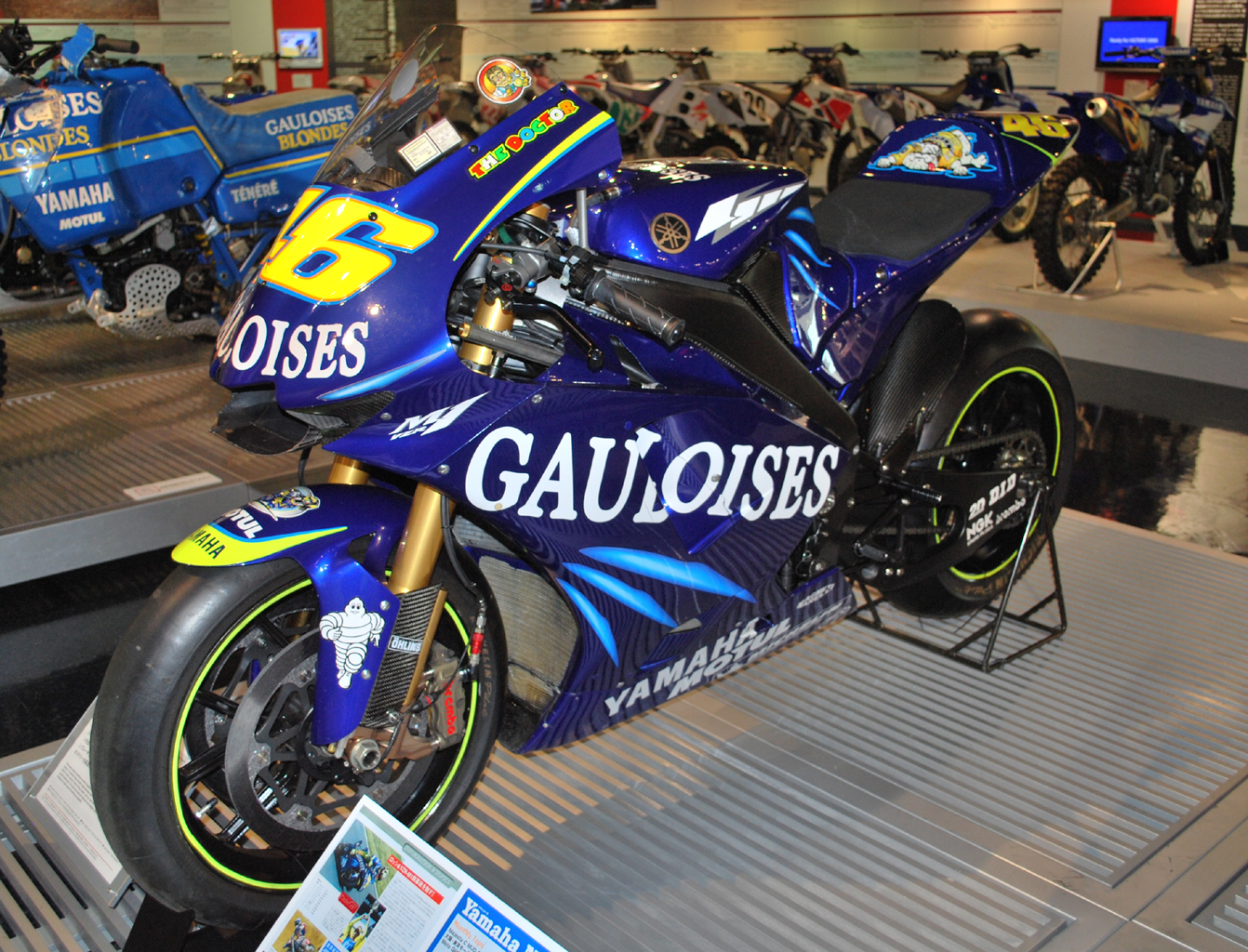
La Yamaha YZR-M1 di Valentino Rossi.

Alla fine del Motomondiale 2003 la HRC e Valentino Rossi finirono la loro collaborazione; la casa giapponese comunicò al pilota italiano che, in virtù del contratto stipulato, non avrebbe potuto guidare motociclette di un altro costruttore prima del 31 dicembre. Il passaggio del campione uscente Rossi alla Yamaha era una vera scommessa, visto che la casa di Iwata non vinceva un titolo mondiale nella classe regina da 12 anni. Rossi trionfò fin dalla primo Gran Premio della stagione e alla fine fece suo il titolo iridato con una gara di anticipo e sciogliendo i dubbi. A questo riguardo c'è comunque da precisare che insieme a Rossi si trasferì alla Yamaha nel 2004 anche il suo capo-tecnico Jeremy Burgess, mentore dei successi alla Honda di Wayne Gardner, Mick Doohan e dello stesso pilota italiano. Rossi è stato il secondo pilota (dopo Eddie Lawson) a vincere due campionati consecutivi su 2 moto differenti (con la Honda nel 2003 e con Yamaha nel 2004).
Fu questo il terzo titolo consecutivo conquistato da Rossi che sulla Yamaha YZR-M1 precedette Sete Gibernau e Max Biaggi alla guida delle Honda RC211V. Rossi ottenne anche 9 vittorie sulle 16 prove in programma. Biaggi mise più volte in difficoltà Rossi a inizio stagione ma calò con l'andare della stagione; Gibernau è stato più continuo, ma si è dovuto arrendere a Phillip Island, quando Rossi ottenne matematicamente il titolo mondiale.
Il miglior esordiente della categoria durante quest'anno fu Rubén Xaus che giunse all'undicesimo posto finale.
Per quanto riguarda la classifica riservata ai costruttori Honda (i cui piloti ottennero la vittoria nei 7 gran premi non vinti da Rossi) riuscì a sopravanzare Yamaha e Ducati; il titolo riservato ai team fu appannaggio della squadra Yamaha Racing che annoverava Rossi e Carlos Checa.
Un caso curioso avvenne in occasione del GP d'Italia dove la gara venne interrotta a causa del maltempo e venne ridata una seconda partenza; secondo i regolamenti in vigore il risultato della prima manche servì solamente per decidere lo schieramento di partenza e la gara si svolse ufficialmente solo su 6 giri con una percorrenza inferiore ai 32 km.
Nel GP del Brasile si registrò anche la prima vittoria nella classe regina per una moto equipaggiata da pneumatici Bridgestone.

#### Classifica piloti (prime 5 posizioni)
| Pos. | Pilota          | Moto   |   |   |   |    |     |     |     |     |    |     |     |     |     |    |   |   | P.ti |
| ---- | --------------- | ------ | - | - | - | -- | --- | --- | --- | --- | -- | --- | --- | --- | --- | -- | - | - | ---- |
| 1    | Valentino Rossi | Yamaha | 1 | 4 | 4 | 1  | 1   | 1   | Rit | 4   | 1  | 2   | 1   | 2   | Rit | 1  | 1 | 1 | 304  |
| 2    | Sete Gibernau   | Honda  | 3 | 1 | 1 | 2  | 2   | 2   | Rit | Rit | 3  | 1   | 4   | 6   | 1   | 7  | 2 | 4 | 257  |
| 3    | Max Biaggi      | Honda  | 2 | 2 | 3 | 3  | 8   | 4   | 2   | 1   | 12 | 3   | Rit | Rit | 6   | 2  | 7 | 2 | 217  |
| 4    | Alex Barros     | Honda  | 4 | 3 | 7 | 6  | Rit | Rit | 5   | 2   | 9  | Rit | 3   | 4   | 4   | 3  | 5 | 6 | 165  |
| 5    | Colin Edwards   | Honda  | 7 | 7 | 5 | 12 | 5   | 6   | 6   | 5   | 2  | 7   | 9   | Rit | 2   | 11 | 4 | 8 | 157  |
| Pos. | Pilota          | Moto   |   |   |   |    |     |     |     |     |    |     |     |     |     |    |   |   | P.ti |

| Legenda                                                                        | 1º posto        | 2º posto        | 3º posto | A punti      | Senza punti        | Grassetto=Pole position Corsivo=Giro più veloce |
| Legenda                                                                        | Gara non valida | Non qualificato | Ritirato | Squalificato | "-" Dato non disp. | Grassetto=Pole position Corsivo=Giro più veloce |
| Fonte dei dati: motogp.com, racingmemo.free.fr, autosport.com, jumpingjack.nl. |                 |                 |          |              |                    |                                                 |

#### Classifica costruttori (prime tre posizioni)
| Pos. | Costruttore | Motocicletta |   |    |   |   |   |   |   |    |   |   |   |   |   |   |   |   | P.ti |
| ---- | ----------- | ------------ | - | -- | - | - | - | - | - | -- | - | - | - | - | - | - | - | - | ---- |
| 1    | Honda       | RC211V       | 2 | 1  | 1 | 2 | 2 | 2 | 1 | 1  | 2 | 1 | 2 | 1 | 1 | 2 | 2 | 2 | 355  |
| 2    | Yamaha      | YZR-M1       | 1 | 4  | 2 | 1 | 1 | 1 | 8 | 4  | 1 | 2 | 1 | 2 | 7 | 1 | 1 | 1 | 328  |
| 3    | Ducati      | Desmosedici  | 6 | 12 | 8 | 4 | 6 | 7 | 4 | 11 | 5 | 5 | 7 | 8 | 3 | 6 | 3 | 3 | 169  |

#### Classifiche squadre (prime tre posizioni)
| Pos. | Squadra                   | Piloti          |    |     |   |     |     |    |     |     |    |   |     |     |     |    |    |    | P.ti |
| ---- | ------------------------- | --------------- | -- | --- | - | --- | --- | -- | --- | --- | -- | - | --- | --- | --- | -- | -- | -- | ---- |
| 1    | Gauloises Fortuna Yamaha  | Valentino Rossi | 1  | 4   | 4 | 1   | 1   | 1  | Rit | 4   | 1  | 2 | 1   | 2   | Rit | 1  | 1  | 1  | 421  |
| 1    | Gauloises Fortuna Yamaha  | Carlos Checa    | 10 | 6   | 2 | Rit | 4   | 9  | 10  | Rit | 6  | 6 | 5   | 7   | Rit | 9  | 10 | 14 | 421  |
| 2    | Telefonica MoviStar Honda | Sete Gibernau   | 3  | 1   | 1 | 2   | 2   | 2  | Rit | Rit | 3  | 1 | 4   | 6   | 1   | 7  | 2  | 4  | 414  |
| 2    | Telefonica MoviStar Honda | Colin Edwards   | 7  | 7   | 5 | 12  | 5   | 6  | 6   | 5   | 2  | 7 | 9   | Rit | 2   | 11 | 4  | 8  | 414  |
| 3    | Camel Honda               | Max Biaggi      | 2  | 2   | 3 | 3   | 8   | 4  | 2   | 1   | 12 | 3 | Rit | Rit | 6   | 2  | 7  | 2  | 367  |
| 3    | Camel Honda               | Makoto Tamada   | 8  | Rit | 9 | Rit | Rit | 12 | 1   | 6   | 14 | 4 | 2   | 1   | 10  | 5  | 8  | 5  | 367  |
| Pos. | Squadra                   | Piloti          |    |     |   |     |     |    |     |     |    |   |     |     |     |    |    |    | P.ti |

| Legenda                                                                        | 1º posto        | 2º posto        | 3º posto | A punti      | Senza punti        | Grassetto=Pole position Corsivo=Giro più veloce |
| Legenda                                                                        | Gara non valida | Non qualificato | Ritirato | Squalificato | "-" Dato non disp. | Grassetto=Pole position Corsivo=Giro più veloce |
| Fonte dei dati: motogp.com, racingmemo.free.fr, autosport.com, jumpingjack.nl. |                 |                 |          |              |                    |                                                 |

### Classe 250
Il titolo piloti della quarto di litro fu ottenuto da Daniel Pedrosa su Honda RS-W, che precedette in classifica due Aprilia RSW guidate rispettivamente da Sebastián Porto del Repsol - Aspar Team e da Randy de Puniet del team Safilo Carrera - LCR.
Per il pilota spagnolo fu il secondo titolo consecutivo dopo quello ottenuto l'anno precedente nella cilindrata inferiore e, aggiudicandosi il campionato con una gara di anticipo in Australia a 19 anni e 18 giorni, divenne il più giovane vincitore di questa classe.
La casa motociclistica giapponese che equipaggiava il vincitore si aggiudicò anche il titolo riservato ai costruttori, precedendo la Aprilia.
In occasione del GP della Repubblica Ceca, Aprilia festeggiò anche la sua 100ª vittoria in questa classe.

#### Classifica piloti (prime 5 posizioni)
| Pos. | Pilota          | Moto    |   |     |     |   |     |   |     |    |     |     |   |    |     |   |     |     | P.ti |
| ---- | --------------- | ------- | - | --- | --- | - | --- | - | --- | -- | --- | --- | - | -- | --- | - | --- | --- | ---- |
| 1    | Daniel Pedrosa  | Honda   | 1 | Rit | 1   | 2 | 2   | 2 | 2   | 1  | 1   | 3   | 4 | 1  | 2   | 1 | 4   | 1   | 317  |
| 2    | Sebastián Porto | Aprilia | 3 | 7   | Rit | 1 | 4   | 1 | Rit | 2  | 2   | 1   | 2 | 4  | 1   | 2 | 1   | Rit | 256  |
| 3    | Randy de Puniet | Aprilia | 2 | 2   | 2   | 4 | 1   | 4 | 8   | 5  | 3   | 2   | 3 | 11 | Rit | 5 | Rit | 3   | 214  |
| 4    | Toni Elías      | Honda   | 8 | 12  | 3   | 6 | 3   | 3 | 3   | 22 | Rit | 5   | 1 | 2  | 6   | 3 | 5   | 2   | 199  |
| 5    | Alex De Angelis | Aprilia | 5 | 6   | 5   | 8 | Rit | 5 | 4   | 3  | 4   | Rit | 5 | 6  | Rit | 4 | 2   | Rit | 147  |
| Pos. | Pilota          | Moto    |   |     |     |   |     |   |     |    |     |     |   |    |     |   |     |     | P.ti |

| Legenda                                                                        | 1º posto        | 2º posto        | 3º posto | A punti      | Senza punti        | Grassetto=Pole position Corsivo=Giro più veloce |
| Legenda                                                                        | Gara non valida | Non qualificato | Ritirato | Squalificato | "-" Dato non disp. | Grassetto=Pole position Corsivo=Giro più veloce |
| Fonte dei dati: motogp.com, racingmemo.free.fr, autosport.com, jumpingjack.nl. |                 |                 |          |              |                    |                                                 |

#### Classifica costruttori
| Pos. | Costruttore | Motocicletta |    |    |    |    |    |    |    |    |   |    |    |    |    |    |    |   | P.ti |
| ---- | ----------- | ------------ | -- | -- | -- | -- | -- | -- | -- | -- | - | -- | -- | -- | -- | -- | -- | - | ---- |
| 1    | Honda       | RS 250 R     | 1  | 1  | 1  | 2  | 2  | 2  | 2  | 1  | 1 | 3  | 1  | 1  | 2  | 1  | 4  | 1 | 354  |
| 2    | Aprilia     | RSV 250      | 2  | 2  | 2  | 1  | 1  | 1  | 1  | 2  | 2 | 1  | 2  | 4  | 1  | 2  | 1  | 3 | 344  |
| 3    | Yamaha      | YZR 250      | 18 | 10 | 14 | 16 | 14 | 13 | 14 | 16 | 8 | 16 | 17 | 13 | 13 | 10 | 15 | 8 | 44   |

### Classe 125
Il titolo piloti fu ottenuto da Andrea Dovizioso su una Honda del Kopron Team Scot, precedendo Héctor Barberá del team Seedorf Racing e Roberto Locatelli del team Safilo Carrera - LCR, entrambi su Aprilia. Il titolo costruttori venne invece vinto da Aprilia davanti a Honda.
Nel GP del Giappone venne data una prima partenza ma la gara venne interrotta, secondo il regolamento venne data una seconda partenza senza considerare la prima parte già disputata, pertanto, a seconda delle fonti, alcuni piloti vengono considerati ritirati perché si presentarono alla prima partenza ma non alla seconda, oppure vengono considerati "non partiti".
Caso strano nel GP del Qatar, Jorge Lorenzo e Andrea Dovizioso tagliarono il traguardo insieme; non essendo stato possibile, neppure con il fotofinish, decidere il vincitore, la vittoria venne assegnata al primo dei due in base al giro più veloce in gara.
Dovizioso si lauerò campione del mondo con 3 gare di anticipo e proprio in occasione del GP della Malesia si registrò la prima vittoria assoluta della casa motociclistica austriaca KTM.
Questa del 2004 fu l'ultima edizione della classe 125 senza un limite massino d'età per la partecipazione, dall'edizione successiva non potranno più partecipare piloti con più di 27 anni.

#### Classifica piloti (prime 5 posizioni)
| Pos. | Pilota            | Moto    |    |     |   |    |     |   |     |    |     |     |     |     |     |     |   |     | P.ti |
| ---- | ----------------- | ------- | -- | --- | - | -- | --- | - | --- | -- | --- | --- | --- | --- | --- | --- | - | --- | ---- |
| 1    | Andrea Dovizioso  | Honda   | 1  | 4   | 1 | 4  | 2   | 4 | 3   | 4  | 1   | 2   | Rit | 1   | 2   | 2   | 1 | 2   | 293  |
| 2    | Héctor Barberá    | Aprilia | 10 | 3   | 5 | 3  | 1   | 6 | 1   | 2  | Rit | 7   | 1   | Rit | 12  | Rit | 6 | 1   | 202  |
| 3    | Roberto Locatelli | Aprilia | 2  | 8   | 2 | 1  | Rit | 2 | 4   | 1  | Rit | 3   | 9   | 14  | 20  | 4   | 4 | 6   | 192  |
| 4    | Jorge Lorenzo     | Derbi   | 16 | Rit | 3 | 10 | 5   | 1 | Rit | 6  | 3   | 1   | 3   | 7   | 1   | Rit | 2 | Rit | 179  |
| 5    | Casey Stoner      | KTM     | 3  | 5   | 8 | 2  | 4   | 3 | 2   | NP |     | Rit | Rit | Rit | Rit | 1   | 3 | Rit | 145  |
| Pos. | Pilota            | Moto    |    |     |   |    |     |   |     |    |     |     |     |     |     |     |   |     | P.ti |

| Legenda                                                                        | 1º posto        | 2º posto        | 3º posto | A punti      | Senza punti        | Grassetto=Pole position Corsivo=Giro più veloce |
| Legenda                                                                        | Gara non valida | Non qualificato | Ritirato | Squalificato | "-" Dato non disp. | Grassetto=Pole position Corsivo=Giro più veloce |
| Fonte dei dati: motogp.com, racingmemo.free.fr, autosport.com, jumpingjack.nl. |                 |                 |          |              |                    |                                                 |

#### Classifica costruttori (prime tre posizioni)
| Pos. | Costruttore | Motocicletta |   |   |   |   |   |   |   |   |   |    |   |     |   |   |   |    | P.ti |
| ---- | ----------- | ------------ | - | - | - | - | - | - | - | - | - | -- | - | --- | - | - | - | -- | ---- |
| 1    | Aprilia     | RS 125 R     | 2 | 1 | 2 | 1 | 1 | 2 | 1 | 1 | 2 | 3  | 1 | 4   | 3 | 3 | 4 | 1  | 329  |
| 2    | Honda       | RS 125 R     | 1 | 4 | 1 | 4 | 2 | 4 | 3 | 4 | 1 | 2  | 8 | 1   | 2 | 2 | 1 | 2  | 301  |
| 3    | KTM         | 125 FRR      | 3 | 5 | 6 | 2 | 4 | 3 | 2 | 5 | 4 | 16 | 2 | Rit | 4 | 1 | 3 | 18 | 204  |